# André Franquin
André Franquin   (Etterbeek i Etterbeek, 3 de gener de 1924 - Sant Laurenç de Var, 5 de gener de 1997), conegut com a Franquin, va ser un dels autors de còmics iniciador i membre de l'anomenada Escola de Marcinelle, conegut per la seva incarnació nova de personatges com Espirú de Rob-Vel i el seu company Fantàstic creat per Jijé, el Marsupilami o encara Sergi Grapes.

## Biografia

### Primers anys

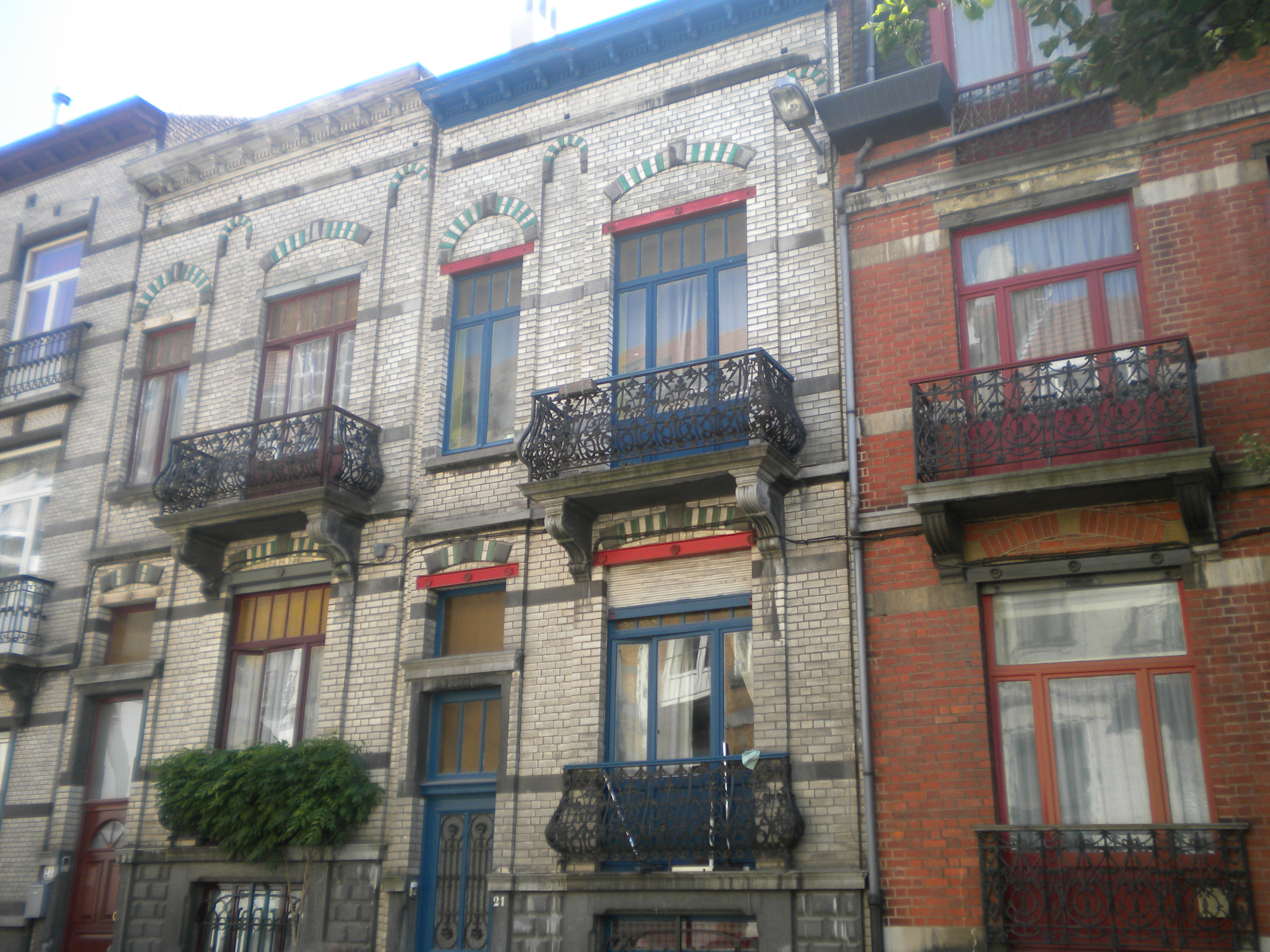
La casa de la família, a la rue de la natation à Ixelles on va créixer.

Franquin va néixer a Etterbeek a Bèlgica, però es queda poc temps en aquest municipi de Brussel·les, del que també era originari Hergé. Quan tenia cinc anys, la seva família es va traslladar a un barri veí. El seu pare era un empleat de banc, i hi concedia una gran importància, tant és així que el jove Franquin sentia a la seva infància una forta sensació d'asfíxia, i després parlaria d'una "gran necessitat de riure que [ell] no havia aconseguit omplir". Més tard va dir que aquesta frustració va ser l'origen de la seva vocació de divertir. Va començar a dibuixar a l'edat de cinc anys quan se li va oferir una petita pissarra, de forma autodidacta:
És llegint històries americanes que he après a dibuixar, com gairebé tots els homes de la meva generació, i potser la meva crida va ser determinada per una pissarra. Un oncle m'havia ofert una de aquestes pissarres dels escolars, un tauler negre sostingut per un trípode, van fer que el meu pare quedes copejat per un gargot que havia fet, un dibuix de guix d'un gos que respirava una flor. El meu pare va trobar el dibuix tan bell que va anar amb la pissarra a un amic fotògraf que el va reproduir. Quan tens cinc anys i hom pren la teva feina prou seriosament per fer-ne una foto, fa la diferència.
Tanmateix, dibuixa poc i mai de manera constant, limitant-se a algunes caricatures del seu seguici i a alguns dibuixos durant les classes a la Facultat de Saint-Boniface el mateix que va fer Hergé anys enrere.
Durant la seva joventut, André Franquin llegeix Le Journal de Mickey, Robinson i Hop-là!, la sèrie de Les aventures de Tintin del belga Hergé, Bicot (Winnie Winkle a l'original) de Martin Branner, Popeye d'Elzie Crisler Segar, la sèrie Pim Pam Poum (The Katzenjammer Kids) que és la seva lectura favorita, així com els autors americans Alex Raymond, Milton Caniff i especialment George McManus, autor de La Famille Illico (Bringing Up Father, també anomenada Jiggs and Maggie), pel seu humor i creativitat gràfica. El diari de còmic francès L'Os marró, que conté poques il·lustracions, també tindrà un paper en la seva formació. El jove Franquin també mira moltes pel·lícules americanes protagonitzades per Laurel i Hardy, Buster Keaton, Harold Lloyd, Mack Sennett i especialment Charlie Chaplin. Els dibuixos animats de Walt Disney tenen un lloc diferent: l'influiran molt fortament en termes de gràfics com a humor. Tex Avery, que descobrirà més endavant, també serà important. Els gags i gestos humorístics inclosos en aquestes obres permetran a André Franquin aprendre a dibuixar moviments humorístics. En els seus primers temps, va copiar obertament l'estil de Jijé. Franquin aprecia la pintura, especialment la de Rubens i els pintors primitius flamencs, els colors de la qual li agrada molt. Les novel·les que prefereix en la seva joventut són les del francès Jules Verne i Robinson Crusoe de l'anglès Daniel Defoe.

### Formació i primeres obres
El 1942, després dels seus estudis a l'Institut Saint-Boniface-Parnasse, va arribar el moment de triar els seus estudis superiors, una elecció que el seu pare havia triat per ell: el jove serà agrònom. Però Franquin té una idea diferent del seu futur, i aconsegueix, amb l'ajut de la seva mare, influir en la posició paterna i inscriure's a l'escola Saint-Luc, una escola d'art religiós del qual es cansa molt ràpidament. Practica diverses activitats, com la tècnica del color, el dibuix de carbó vegetal, dibuix de motius romans o romans d'Orient, classes d'hagiografia i dibuix de models vius. La moral estricta que predomina prohibeix la pràctica del nu femení (hi va haver de vegades un nu masculí). Són els propis estudiants els qui han de posar per torns. Durant la guerra no li preocupa el seu estatus d'escolaritat a Saint-Luc, que li permet escapar de les restriccions i especialment del treball obligatori. A Saint-Luc, Franquin ja mostra una certa habilitat per dibuixar i més tard declararà que res del que feia en aquesta escola no li va ser "inútil". Al final d'un any, ja té la impressió de "haver fet tot el que hi podia aprendre" i comença a avorrir-se. És llavors que fa una reunió que canviarà, o que, en qualsevol cas, accelerarà significativament el curs de la seva vida, amb Eddy Paape.
Antic alumne de Saint-Luc, Paape torna regularment a saludar els seus antics professors. Durant una d'aquestes visites, se li presenten els dibuixos de Franquin, i se sent prou impressionat per proposar al jove unir-se a ell a l'estudi CBA, el petit taller de dibuixos animats on treballa. Franquin aprofita l'ocasió, treballant, entre d'altres, al costat de Morris, Peyo a part del mateix Paape que, com ell, es convertirien en autèntics referents del còmic francobelga. Es troba així practicant animació sense que ningú li ensenyés les tècniques de la historieta i, especialment, el problema del 12 o 24 imatges per segon.
Però el problema no dura gaire temps: poc després, Bèlgica és alliberada de l'ocupació alemanya, arriben els soldats nord-americans portant amb ells els seus dibuixos animats. Una competició massa dura pel petit estudi, que ràpidament fa fallida.

### Espirú i la seva revista
El 1945, mentre publicava els seus primers dibuixos professionals per a la revista dels scouts catòlics de Bèlgica, Plein-Jeu Morris, que ja ha publicat dibuixos humorístics i caricatures al magazine Le Moustique, una revista de programes de ràdio, editat per Dupuis, l'editor de la qual està buscant dibuixants per a la revista Spirou. Tot el petit equip és llavors contractat. Va començar il·lustrant portades i realitzant alguns gags per al magazine. El 1946 va dibuixar la seva primera historieta de la sèrie Espirú i Fantàstic, Le tanc (El tanc), i aquest mateix any es va convertir en l'autor titular de les aventures del personatge central del setmanari Spirou, substituint a Jijé. Entre 1948 i 1949, juntament amb Morris i Jijé, Franquin va emprendre un llarg periple pels Estats Units d'Amèrica. Arribats a Nova York, descobreixen que la quota d'immigració belga està àmpliament superada i han d'esperar un any per obtenir un visat d'emigrants. És amb un permís turístic que surten a Califòrnia a bord d'un antic Hudson comprat per Jijé i la seva família. A Califòrnia hi tenen una decepció: el jove Franquin entén que Chicago i Nova York són les ciutats dels còmics als Estats Units.
Amb el visat de curt termini prenen la direcció de Mèxic, on la regulació era menys rigorosa; Morris i Franquin, però, romandran encallats a la frontera durant dos mesos. Posteriorment, es poden unir a Jijé i la seva família a Tijuana a l'octubre de [1948] i establir-se en un lloguer mentre continuen dibuixant. Aquí és on Franquin va escriure la història de Spirou sur le ring. Aquest còmic, on per primera vegada Franquin reprodueix fidelment el moviment, també provoca la ràbia de les edicions de Dupuis, veient que l'heroi ben educat boxeja amb matons de carrer. Franquin envia la seva carta de renúncia, però canvia d'idea ràpidament, arriant a un acord amb l'editor.
Com a autor complet de Spirou i Fantàstic, Franquin no va trigar gaire a evidenciar el seu talent. El seu tractament narratiu, més lúdic i vitalista i allunyat de les convencions de la historieta infantil, es va veure reforçat pels seus personatges, amb la definició de la personalitat de Fantàstic (fantasiosa, sedentària i rondinaire), així com amb la incorporació el 1950 del Comte de Champignac (una barreja de savi sonat i vitalista investigador) i, el 1952, del Marsupilami (a Spirou et les héritiers (Espirú i els hereus)), l'animal més extraordinari i mític de la historieta. Gràficament, el seu estil impregnava la caricatura de dinamisme i de tocs realistes.
El 1955, després de trencar amb Dupuis per desavinences sobre els seus drets d'autor, va crear per al setmanari Tintin, de l'editorial belga Le Lombard, la sèrie costumista Modeste et Pompon (conegut a Espanya per diverses publicacions en castellà amb els noms de Modesto y Pompón i Teo y Dorita), que va mantenir fins a 1959 amb guions de, entre d'altres, Greg, René Goscinny, Tibet o Peyo. El 1957, solucionat el seu conflicte amb Dupuis, va tornar a la realització d'Espirú i Fantàstic. A més, a partir de 1959 Franquin va comptar amb l'ajuda de Greg en els guions i de Jidéhem en els fons per realitzar aquesta sèrie; va ser Greg qui va introduir un altre dels populars secundaris de Espirú i Fantàstic, el savi embogit Zorglub, a l'àlbum Z comme Zorglub (Z com Zorgrub) (1961).
El 1957 va crear el personatge de Sergi Grapes (Gastón Lagaffe) per al setmanari Spirou, en col·laboració amb Yvan Delporte. Era un personatge de figura entranyable que desafiava contínuament la lògica de les coses i dels valors contemporanis, sense que els desastres que acompanyaven inevitablement les seves idees innovadores minvessin gens ni mica el seu optimisme. El 1961 Franquin es va veure afectat per una depressió que va condicionar temporalment la seva feina.

### Anys posteriors
Alguns anys després, durant el 1969, va abandonar definitivament la realització de Espirú i Fantàstic i es va consagrar a la publicació de Sergi Grapes. Mentrestant, va exercir de guionista en dues sèries: Isabelle (1975), dibuixada per Will, i Les démêlés d'Arnest Ringard et d'Augraphie (1978), al costat de Yvan Delporte, i il·lustrada per Jannin. El 1977 va concebre un nou treball, Idées noires, per al suplement surrealista de Spirou Le Trombone Illustré. Es tractava d'una sèrie d'historietes d'una sola pàgina d'un humor negre amarg i salvatge, amb un grafisme també marcat per les figures negres. En tancar-se el suplement, només trenta números després del seu inici, Idees Noires va passar a publicar-se a la revista Fluide Glacial. El 1982, després d'un nou episodi de depressió, va abandonar tant Idees noires com Sergi Grapes, encara que el 1984 va reprendre aquesta última fins a l'aparició de la seva darrera entrega el 1994.
Convençut per un dels seus admiradors, va acceptar la proposta d'iniciar una sèrie d'àlbums protagonitzats per una de les seves grans creacions, el Marsupilami. Des de 1987 fins avui s'han publicat un total de 27 títols d'aquesta sèrie, de la qual Franquin va assumir-ne el control creatiu durant un temps, deixant els guions en mans de Greg, Yann i altres autors, i a Batem com a autor dels dibuixos.
La seva darrera creació va ser la sèrie d'animació Les Tifous (1990), de 25 episodis de cinc minuts, realitzada per a la televisió suïssa.

## Influència i reconeixement
Franquin és, juntament amb Hergé, un dels pilars de la historieta francobelga. Els seus estils no poden ser més oposats: enfront de la línia clara, els colors plans i el relatiu estatisme dels dibuixos de l'autor de Tintín, el grafisme de Franquin es basa en el bigarrament, el clarobscur i un vigorós sentit del moviment. Malgrat aquestes diferències, Hergé va esmentar en nombroses ocasions la seva admiració per Franquin: "al seu costat", va manifestar en una ocasió, "no sóc més que un pobre dibuixant".
Franquin va ser un membre destacat de l'anomenada L'École de Marcinelle, un grup de dibuixants format al voltant de Jijé i batejada així en honor de la ciutat belga en què estava situada la redacció de Spirou. La primera generació inclouria a altres contemporanis com Morris i Will, als quals durant els anys 50 s'afegirien altres com Peyo o Tillieux, i així fins a completar quatre generacions d'autors. Dins d'aquest grup, la influència de Franquin va ser capital, marcant una empremta que dominaria en els autors que van reprendre la sèrie de Espirú a la seva marxa. Entre ells, són de destacar Jean-Claude Fournier o Nic Broca, que s'esforçarien a mimetitzar el seu estil, i sobretot Janry (Jean-Richard Geurts), qui en l'etapa de Spirou realitzada juntament amb el guionista Prengui (Philippe Vandevelde) construiria la que és segurament la revisió més reeixida de l'estil de Franquin en la sèrie.
Altres autors francobelgues que han conreat el "estil Franquin" han estat Dino Attanasio o Mittéï (Jean Mariette), els dos responsables de la sèrie Modeste et Pompon després de la marxa de Franquin; Jidéhem (Jean D'Mesmaeker), col·laborador habitual d'aquell a Espirú i Fantàstic i Sergi Grape, Batem Batem (Luc Collin), dibuixant de la sèrie Le Marsupilami, o el clònic Pierre Seron (Les Petites Hommes).
En l'àmbit de la historieta espanyola, és determinant la influència de Franquin en l'obra de Francisco Ibáñez a partir dels anys setanta, tant en la seva coneguda sèrie Mortadel·lo i Filemó com especialment a El Botones Sacarino, personatge híbrid de Spirou (pel seu uniforme de botons) i Sergi Grapes (com ell, treballa en una editorial que és font inesgotable de desastres). El prolífic Ibáñez sovint va reciclar guions i historietes de Franquin, canviant els personatges i escenaris pels seus, però també aplicant moltes de les seves solucions gràfiques, i fins i tot reutilitzant personatges, decorats i seqüències de vinyetes completes. La influència de Franquin és encara més evident en el treball de Ramon Maria Casanyes, deixeble i col·laborador d'Ibáñez, especialment en els treballs realitzats fora de l'ombra d'aquell, com la breu "Tito, Homo Sapiens 2000", de clara ascendència francobelga. Autor imprescindible del medi, la influència de Franquin roman en altres autors actuals, com Fabrice Tarrin, Yoann, o fins i tot fora de l'àmbit exclusiu del còmic, com és el cas del caricaturista i arquitecte Klaus (klaustoon).
També es reconeix la influència de Franquin en Fresno's, a la sèrie Benito Boniato, en el bon treball dels detalls i en un dibuix molt curat.

### Guardons
- 1974: Primer Gran Premi d'Angulema, França[22]
- 1980: Premi Adamson, Suècia
- 1985: Millor tira còmica llarga als Premis Haxtur, Espanya, per QRN sur Bretzelburg
- 1987: Gran Premi de les arts gràfiques al Festival del Còmic d'Angulema
- 1996: Premi especial a la trajectòria als Premis Max & Moritz a Erlangen, Alemanya

### Sèries
| Sèries             | Anys         | Àlbums | Editor                     | Comentaris                                                             |
| ------------------ | ------------ | ------ | -------------------------- | ---------------------------------------------------------------------- |
| Espirú i Fantàstic | 1946 - 19680 | 20     | Dupuis0                    | amb Jijé, Henri Gillain, Maurice Rosy, Will, Greg, Jidéhem, Jean Roba0 |
| Modeste et Pompon0 | 1955–1959    | 3      | Le Lombard                 | amb René Goscinny i Greg                                               |
| Sergi Grapes       | 1957–1996    | 19     | Dupuis i Marsu Productions | amb Yvan Delporte i Jidéhem                                            |
| Le Petit Noël      | 1957–1959    | 1      | Dupuis                     | 4 volums a mitja pàgina                                                |
| Idées noires       | 1977–1983    | 2      | Fluide Glacial0            | amb Yvan Delporte i Jean Roba                                          |
| Isabelle           | 1978–1986    | 5      | Dupuis                     | amb Delporte, Macherot i Will                                          |
| Marsupilami        | 1987–1989    | 3      | Marsu Productions0         | amb Batem, Greg i Yann                                                 |

### One-shots
- Cauchemarrant (1979, publicat per Bédérama)
- Les robinsons du rail (1981, dibuixos de Franquin, guió d'Yvan Delporte; publicat per L'Atelier)
- Les démêlés d'Arnest Ringard et d'Augraphie (1981, dibuixos de Frédéric Jannin, guió de Franquin i Yvan Delporte)
- L'Encyclopédie du Marsupilami (1991, Enciclopèdia il·lustrada de Marsupilami)
- Arnest Ringard et Augraphie (2006, dibuixos de Frédéric Jannin, guió de Franquin i Yvan Delporte; dibuixada de nou i versió ampliada de l'anterior)
- Slowburn (1982, art by Franquin, text by Gotlib; published by Collectoropolis)
- Les Tifous (1990, publicat per Dessis)
- Le trombone illustré (2005, publicat per Marsu Productions)
- Un monstre par semaine (2005, publicat per Marsu Productions)
- Les noëls de Franquin (2006, art by Franquin, text by Yvan Delporte; published by Marsu Productions)

### Sketchbooks
(publicats per Marsu Productions)
- Les doodles de Franquin
- Le bestiaire de Franquin
- Le bestiaire de Franquin tome 2
- Les monstres de Franquin
- Les monstres de Franquin tome 2
- Tronches à gogo
- Les signatures de Franquin

### Llibres sobre Franquin
Llibres sobre l'autor
- Jacky Goupil, Livre d'or Franquin: Gaston, Spirou et les autres...
- Numa Sadoul, Et Franquin créa la gaffe
- Philippe Vandooren, Franquin/Jijé
- Les cahiers de la BD #47-48
- Le monde de Franquin (catàleg d'exposició)
- Kris de Saeger, Dossier Franquin
- Achim Schnurrer i Jef Meert, Archief Franquin
- José-Louis Bocquet i Eric Verhoest, Franquin - Chronologie d'un œuvre
- Xavier Chimits i Pedro Inigo Yanez, Le garage de Franquin